# Пам'ятник Тарасові Шевченку (Бучач, Майдан Волі)
Пам'ятник Тарасові Шевченку в місті — пам'ятник українському поетові Тарасові Григоровичу Шевченку в місті Бучач на Тернопільщині.
Встановлений у 1994 році. Розташований у центрі Бучача біля ратуші на Майдані Волі. Виготовлений із граніту, висота скульптури — 3,5 м, постамента — 0,6 м.
Автори пам'ятника — скульптор В. Савчук і архітектор Микола Бевз.